# 默拉日鎮區 (卡尼縣)
默拉日鎮區（英語：Mirage Township）是美國內布拉斯加州卡尼縣內十四個鎮區之一。根據2000年美國人口普查，該鎮區人口為1,006人，2006年人口估算為1,016人。
艾希特爾村位於默拉日鎮區內。

## 另見
- 內布拉斯加州縣級政府（英语：County government in Nebraska）

## 外部連結
- City-Data.com （页面存档备份，存于）